# Selasphorus scintilla
O beija-flor-cintilante ou colibri-cintilante (Selasphorus scintilla) é um colibri endêmico da Costa Rica e do Panamá. Esta espécie é substituída em altitudes mais elevadas por seu parente, o beija-flor do vulcão, Selasphorus flammula. 

## Habitat
Habita bordas de floresta arbustiva, plantações de café e, às vezes, jardins em altitudes de 900–2,000 m (3,000–6,600 ft), e até 2,500 m (8,200 ft) quando não estiver reproduzindo.

## Descrição
É apenas 6.5–8 cm (2.6–3.1 in) longo, incluindo a conta. O macho pesa 2 g (0.071 oz) e o feminino 2.3 g (0.081 oz). Este é um dos menores pássaros existentes, marginalmente maior que o colibri abelha. O bico preto é curto e reto.
O beija-flor cintilante macho adulto tem parte superior verde-bronze e cauda ruiva e listrada de preto. A garganta é de um vermelho brilhante, separada da barriga canela por uma faixa branca no pescoço. A fêmea é semelhante, mas sua garganta é amarela com pequenas manchas verdes e os flancos são mais rufados. Os pássaros jovens se assemelham às fêmeas, mas têm franjas ruivas na parte superior da plumagem.

## Reprodução
A fêmea do colibri cintilante é inteiramente responsável pela construção do ninho e incubação. Ela põe dois ovos brancos em seu pequeno ninho de 1–4 m (3 ft 3 in–13 ft 1 in) alto em um matagal. A incubação leva de 15 a 19 dias e a incubação de outros 20 a 26 dias.

## Dieta
O alimento de S. scintilla é o néctar, obtido de uma variedade de pequenas flores, incluindo Salvia e espécies normalmente polinizadas por insetos. Como outros beija-flores, também leva alguns pequenos insetos como uma fonte essencial de proteína. Na época de reprodução, os machos colibris cintilantes empoleiram-se visivelmente em áreas abertas com Salvia e defendem seus territórios de alimentação agressivamente com exibições de mergulho. A chamada é um tsip líquido.

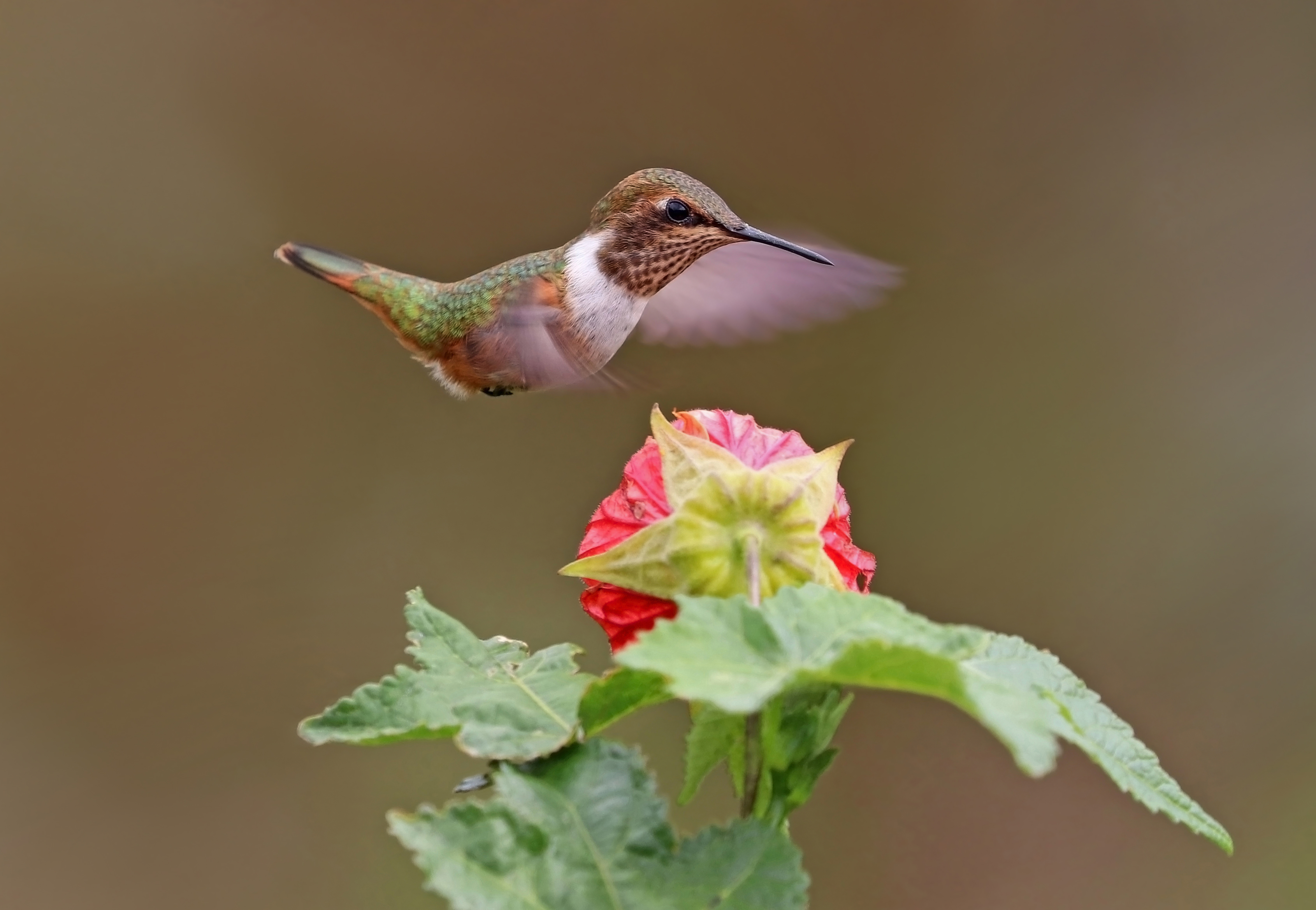
Mulher no panamá
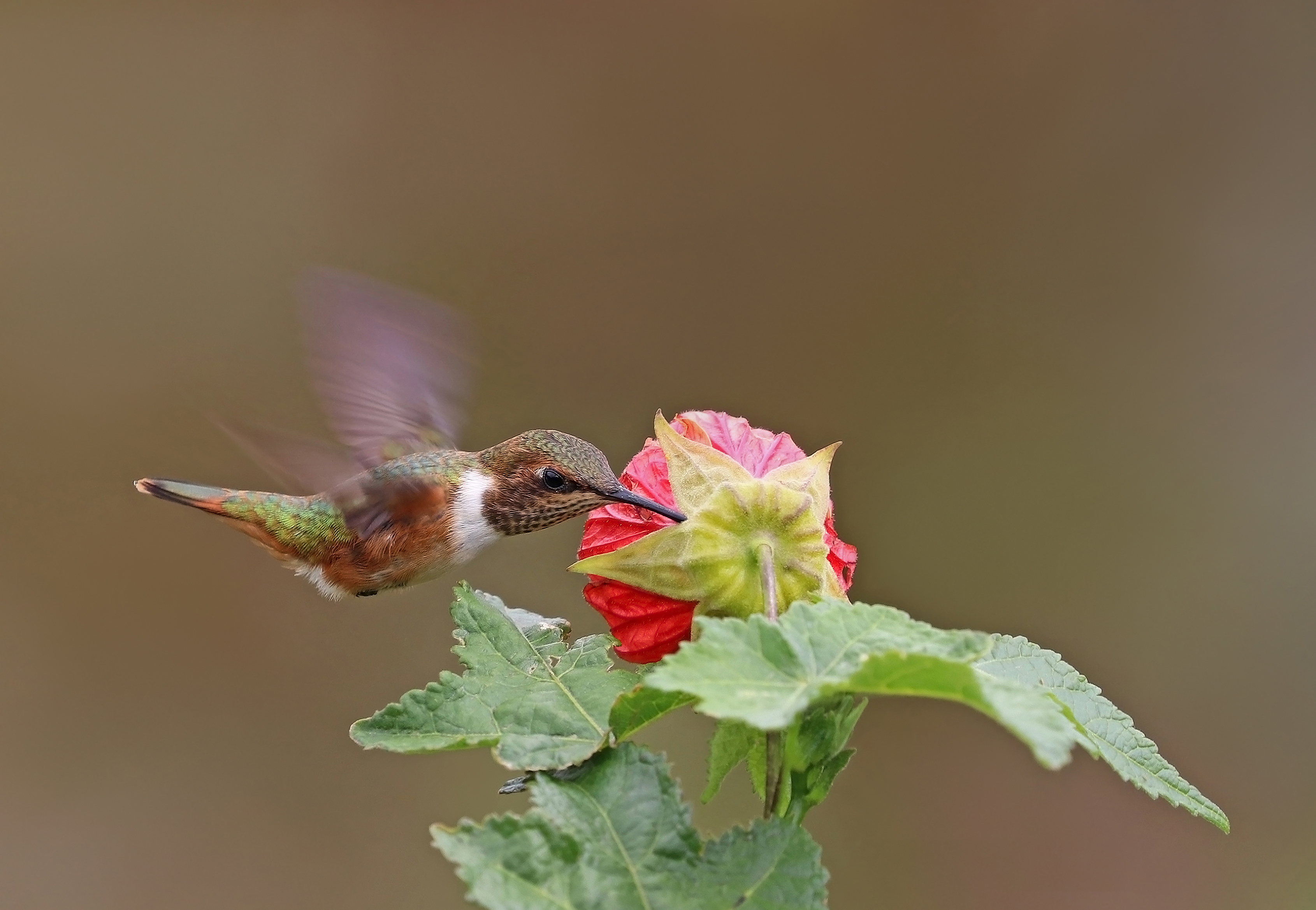
Alimentando-se de Abutilon sp.
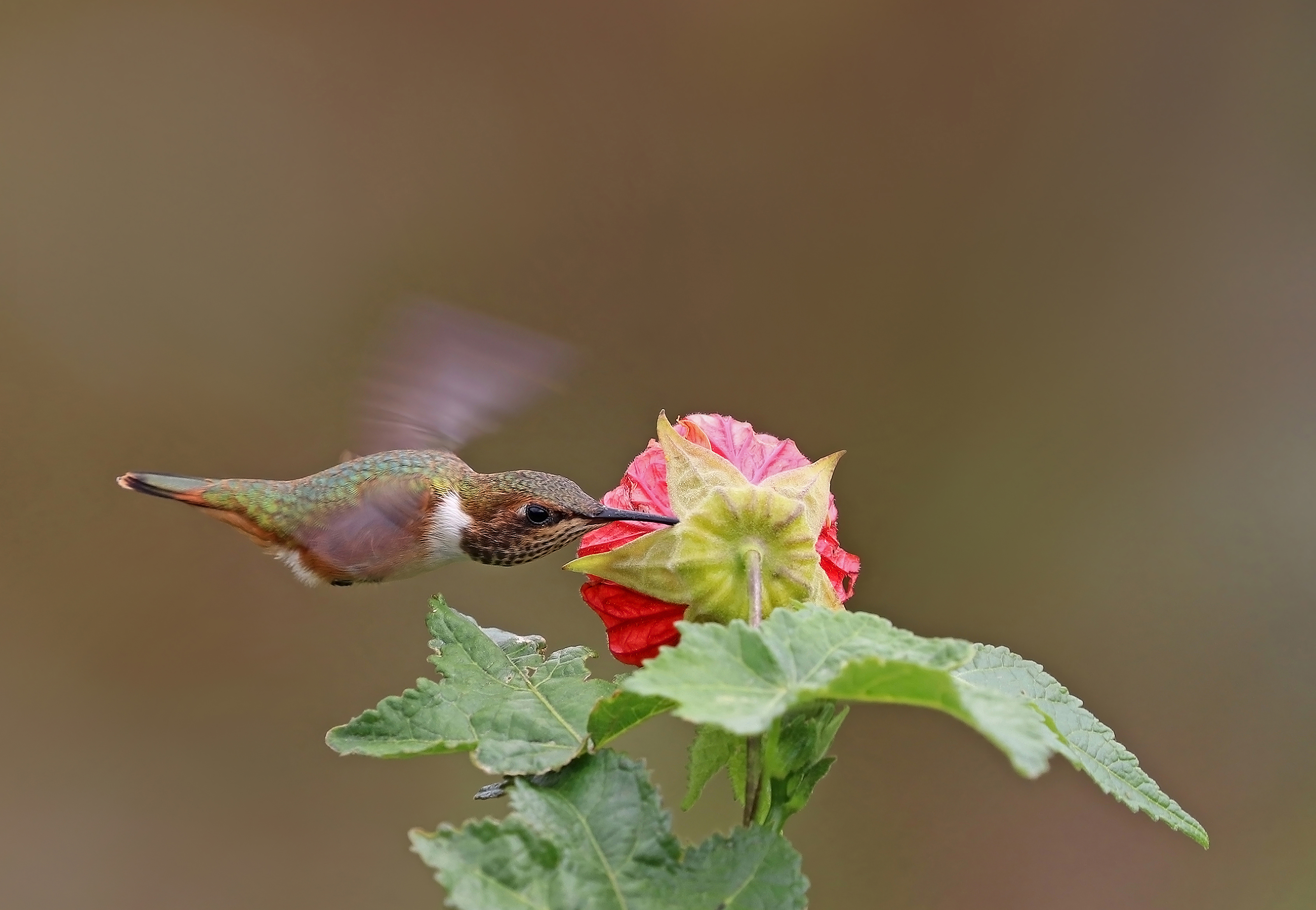
Perfurando a flor